# Pointa (film)
Pointa (v anglickém originále Punchline) je americká filmová komedie z roku 1988. Režisérem filmu je David Seltzer. Hlavní role ve filmu ztvárnili Sally Fieldová, Tom Hanks, John Goodman, Mark Rydell a Kim Greist.

## Děj
Steven Gold je talentovaný, ale problematický student medicíny, který po nátlaku otce a bratra (oba jsou lékaři) studuje obor, který ho nebaví. Ve skutečnosti tráví většinu času vystupováním jako stand-up komik v newyorském klubu Gas Station, kde si vydělává pouhých 15 dolarů za představení. Ačkoli je považován za jednoho z nejlepších komiků v klubu, jeho emocionální nestabilita mu brání v dosažení skutečného úspěchu. Do stejného klubu začne docházet Lilah Krytsicková, žena v domácnosti z New Jersey, která je vdaná za pojišťovacího agenta Johna. Lilah touží po kariéře stand-up komičky, což je její tajný sen, o kterém její manžel zpočátku neví. Navzdory svému počátečnímu nedostatku zkušeností má přirozený talent rozesmávat lidi. Ze svých úspor si dokonce kupuje vtipy, aby mohla začít vystupovat.
Steven nejprve Lilah ignoruje, ale po jednom večeru, kdy ho vykolejí nečekaná návštěva jeho otce a bratra v klubu, začne si vážit její neochvějné podpory. Rozhodne se vzít ji pod svá křídla a učí ji základům stand-up komedie. Místo kupovaných vtipů ji vede k tomu, aby čerpala humor ze svého skutečného života manželky a matky. Mezi oběma se vyvine přátelství založené na sdílení osobních konfliktů – Steven řeší svou touhu uspět navzdory své neschopnosti zvládat tlak, zatímco Lilah balancuje mezi láskou ke komedii a oddaností své rodině. Steven se do Lilah zamiluje, což jí není příjemné, protože zůstává věrná své rodině. Jednoho deštivého večera po jejím odmítnutí Steven předvede bolestnou parodii na slavnou taneční scénu Gene Kellyho z filmu "Zpívání v dešti".
Vše vrcholí během soutěže v klubu Gas Station, kde porota televizních producentů slibuje vítězi vystoupení v hlavním vysílacím čase a možnou cestu ke slávě. Zatímco komici soutěží na pódiu, postavy se potýkají s konflikty mezi touhou po úspěchu, loajalitou k sobě navzájem a očekáváními svých rodin. Když se blíží konečné sčítání hlasů, Lilah zjistí, že Steven získal pouze dva z pěti hlasů porotců. S lístkem podpory od manžela v ruce se rozhodne odstoupit "pro případ, že by byla vítězkou" a trvá na svém odchodu i poté, co majitel klubu prozradí, že skutečně vyhrála.
Lilah odchází s manželem, který je po zhlédnutí jejího prvního vystoupení nadšený a začíná jí dokonce navrhovat nápady pro další představení. Odcházejí zavěšeni do sebe a vzpomínají na vtipné a roztomilé výroky svých dětí. Mezitím je uvnitř klubu Steven prohlášen za vítěze, což odráží jak Lilahino rozhodnutí odstoupit, tak uznání jejich kolegů komiků. Pro Lilah znamená tento večer nalezení rovnováhy mezi rodinným životem a seberealizací, zatímco Steven získává novou šanci na začátek kariéry a především tolik potřebnou sebedůvěru.

## Obsazení
| Sally Fieldová | Lilah Krystick  |
| Tom Hanks      | Steven Gold     |
| John Goodman   | John Krystick   |
| Mark Rydell    | Romeo           |
| Kim Greist     | Madeline Urie   |
| Paul Mazursky  | Arnold          |
| Taylor Negron  | Albert Emperato |
| Damon Wayans   | Percy           |